# Вальдорф (Рейнланд-Пфальц)
Вальдорф (нем. Waldorf) — община в Германии, в земле Рейнланд-Пфальц.
Входит в состав района Арвайлер. Подчиняется управлению Бад Брайзиг. Население составляет 855 человек (на 31 декабря 2010 года). Занимает площадь 7,61 км².